# Desperate Measures
Desperate Measures es el primer álbum en vivo de la banda de rap metal Hollywood Undead. El álbum incluye tres canciones nuevas, tres covers, un remix de "Everywhere I Go", y seis versiones en vivo de canciones inéditas de un concierto en Albuquerque, Nuevo México, junto con un DVD de 60 minutos de presentaciones en vivo, el álbum debutó en el # 29 en el Billboard 200, # 10 en el Top discos de rock, y # 15 en el Top Álbumes digitales.

## Listado de canciones

### Disc One (CD)
| N.º | Título                                     | Duración |  |
| 1.  | «Dove and Grenade»                         | 2:54     |  |
| 2.  | «Tear It Up»                               | 3:14     |  |
| 3.  | «Shout at the Devil» (Mötley Crüe cover)   | 3:20     |  |
| 4.  | «Immigrant Song» (Led Zeppelin cover)      | 2:40     |  |
| 5.  | «Bad Town» (Operation Ivy cover)           | 2:44     |  |
| 6.  | «El Urgencia»                              | 3:44     |  |
| 7.  | «Everywhere I Go» (Castle Renholdër Remix) | 3:30     |  |
| 8.  | «Undead» (Live*)                           | 4:48     |  |
| 9.  | «Sell Your Soul» (Live**)                  | 3:23     |  |
| 10. | «California» (Live*)                       | 3:20     |  |
| 11. | «Black Dahlia» (Live**)                    | 3:55     |  |
| 12. | «Everywhere I Go» (Live*)                  | 3:44     |  |
| 13. | «No. 5» (Live**)                           | 3:29     |  |

| iTunes bonus tracks |                              |          |  |
| N.º                 | Título                       | Duración |  |
| 14.                 | «City» (Live**)              | 3:34     |  |
| 15.                 | «Bottle and a Gun» (Live***) | 4:54     |  |

       *   Same audio as live video recording on the Disc 2 DVD.

       **  Different live recording than DVD.

       *** Available with iTunes pre-orders only. Same audio as DVD.

### Disc Two (DVD)
En vivo en el Teatro del Sol, Albuquerque, Nuevo México y el Teatro Carpa, Tempe, Arizona. La cantidad del concierto se encuentra entre corchetes por "Interlude" segmentos de interacción con el público, así como entrevistas y escenas detrás de las cámaras, en gran parte negro y blanco, entre muchas de las canciones.

| N.º | Título             | Duración |  |
| 1.  | «Undead»           | 4:25     |  |
| 2.  | «Sell Your Soul»   | 3:14     |  |
| 4.  | «Bottle and a Gun» | 3:22     |  |
| 6.  | «California»       | 3:16     |  |
| 8.  | «No Other Place»   | 3:16     |  |
| 9.  | «City»             | 3:33     |  |
| 11. | «Paradise Lost»    | 3:10     |  |
| 12. | «Black Dahlia»     | 3:45     |  |
| 13. | «Young»            | 3:16     |  |
| 15. | «Everywhere I Go»  | 3:30     |  |
| 17. | «No. 5»            | 3:05     |  |

## Personal
- Charlie Scene - voz, guitarra
- Da Kurlzz - tambores, percusión, gritos, voz
- Deuce - voz, bass guitar
- Funny Man - coros
- J-Dog - teclados, sintetizador, guitarra rítmica, voz, gritos
- Johnny 3 Tears - coros

## Lista de posiciones
| Chart (2010)              | Peak position |
| ------------------------- | ------------- |
| US Billboard 200          | 29            |
| US Top Digital Albums     | 15            |
| US Top Hard Rock Albums   | 5             |
| US Top Alternative Albums | 8             |
| US Top Rock Albums        | 10            |

- Datos: Q610688